# Morača
Morača (v srbské cyrilici Морача) je jedna z nejvýznamnějších řek v Černé Hoře. Je dlouhá 97–112 km (zdroje se různí), její povodí má rozlohu 3 200 km². Protéká hlavním městem země, Podgoricí. Je známá díky hlubokému kaňonu.

## Název
Název řeky je nejspíše latinského původu a odkazuje na sloveso mora, které znamená pomalu, tedy pomalý dolní tok (se kterým přišli nejspíše Římané do kontaktu častěji. 
Podle řeky získala také řada místních příjmení Morača, které se objevovalo po celé tehdejší Jugoslávii a získali ho lidé, kteří okolo řeky žili. Odkazuje také na černohorský kmen (srbsky pleme), který je původem z údolí řeky.

## Průběh toku

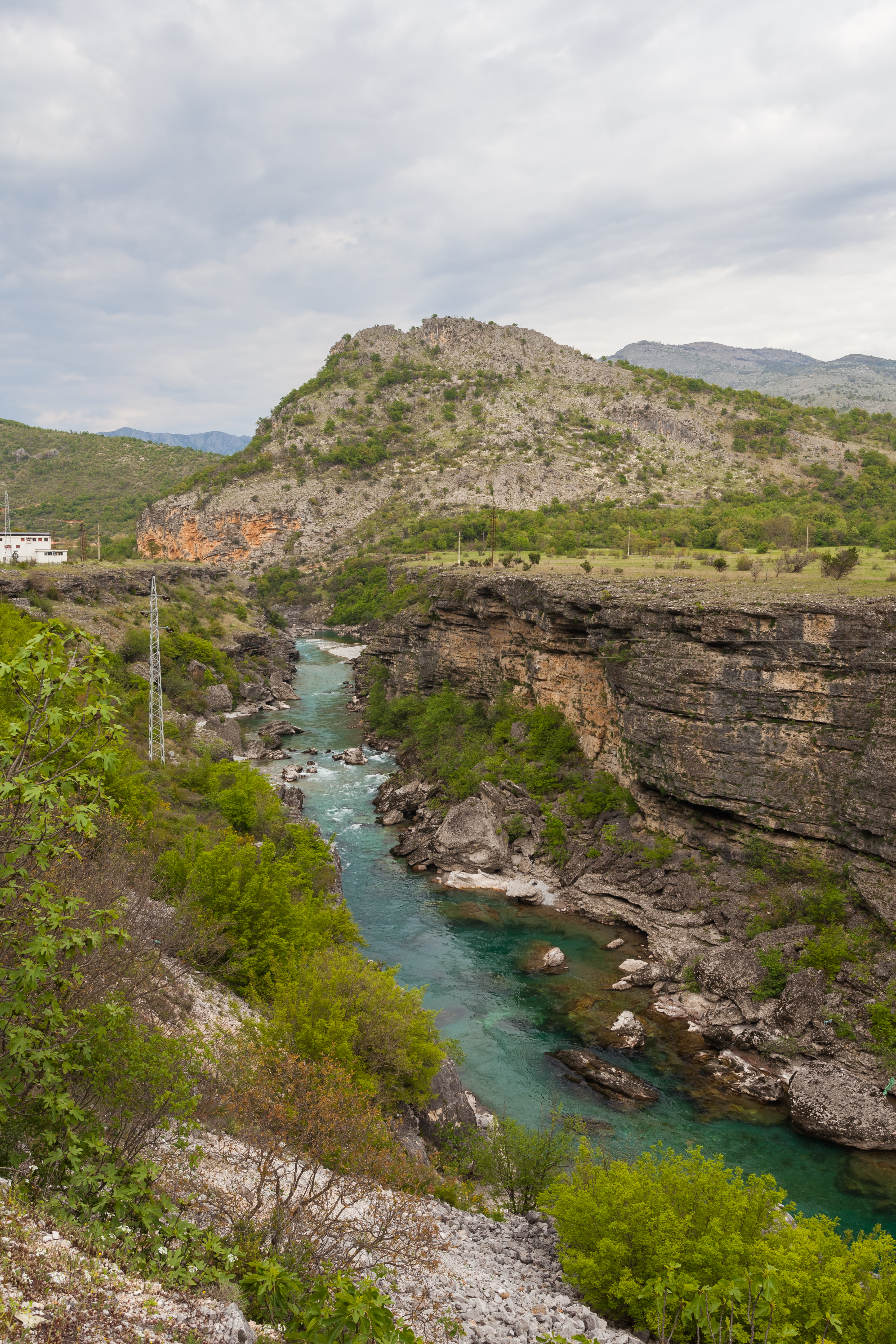
Řeka severně od Podgorici.

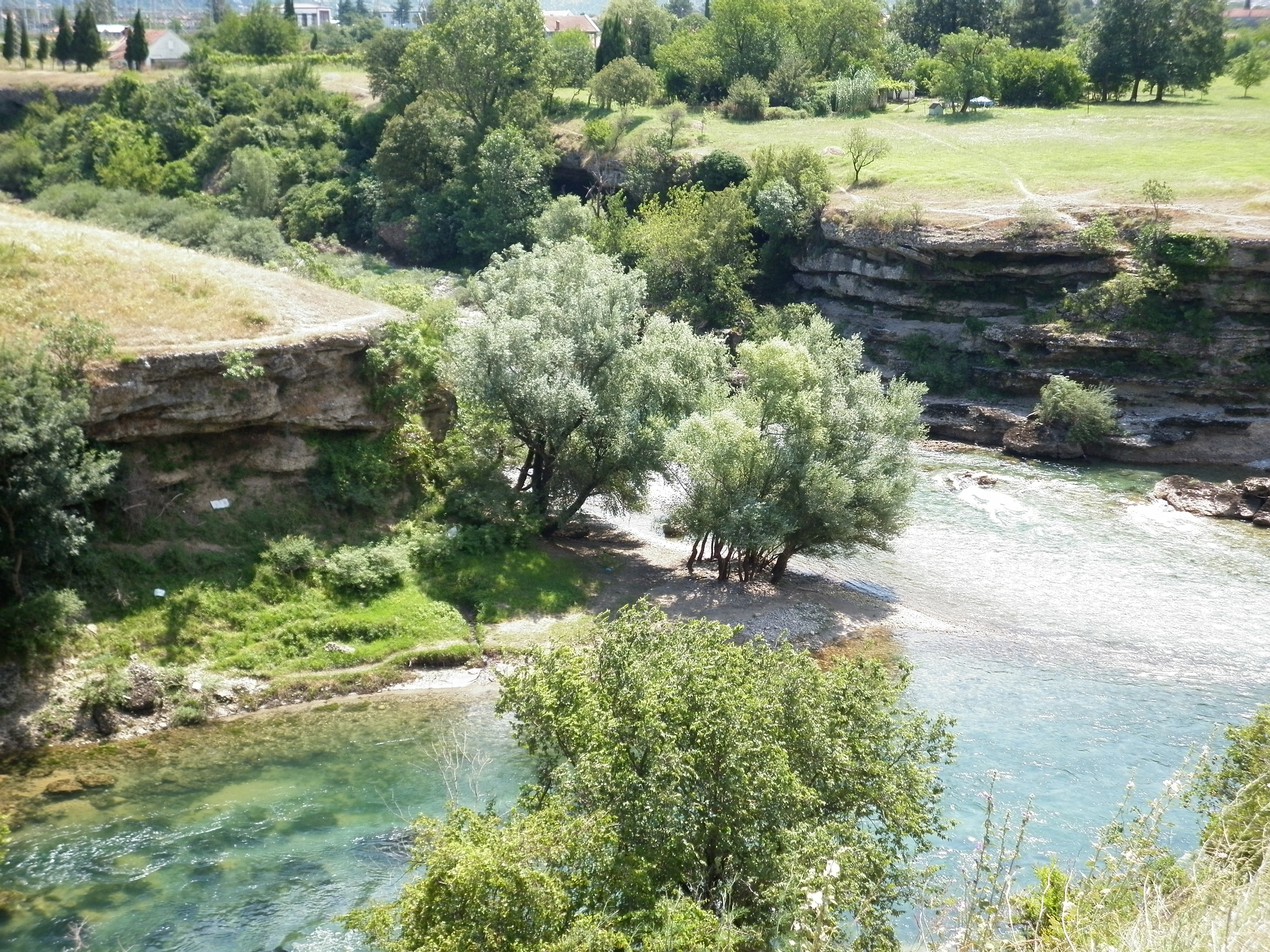
Soutok řeky Zety s Moračou.

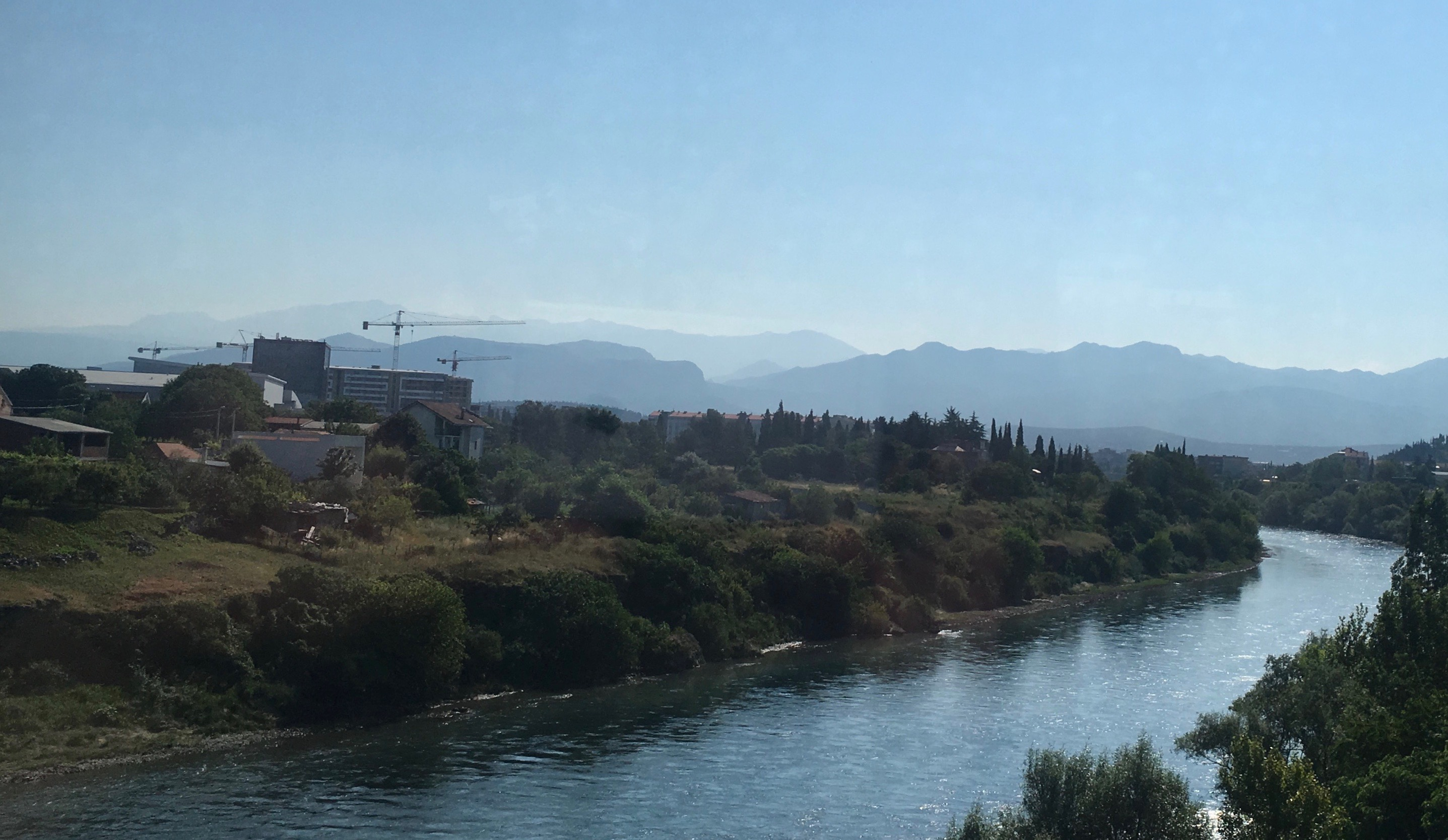
Řeka v Podgorici.

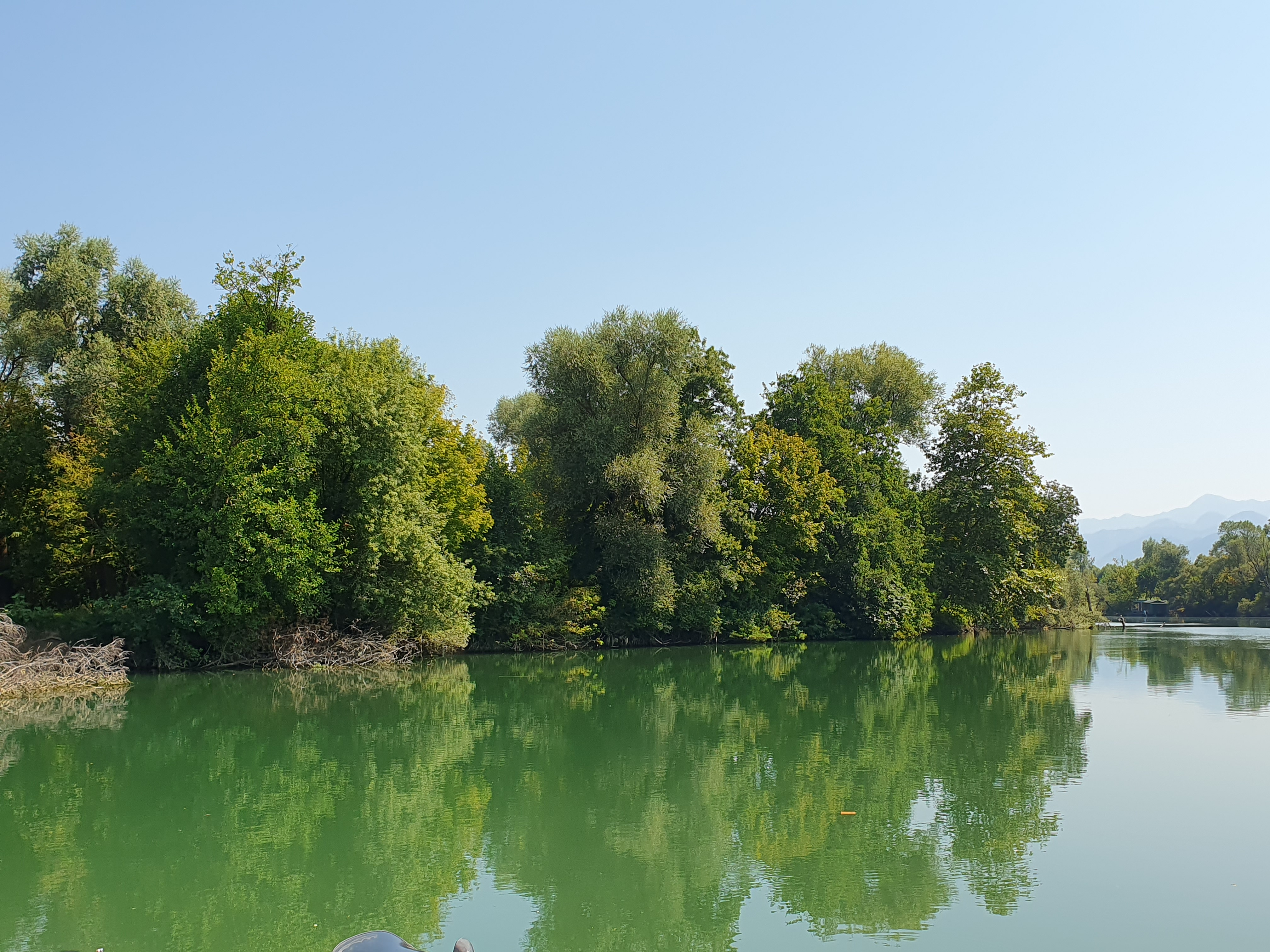
Řeka nedaleko svého ústí do Skadarského jezera při vesnici Vranjina.

Řeka vzniká v Dinárských Alpách soutokem Javorského a Rzačského potoka téměř uprostřed země v blízkosti obce (opštiny) Šavnik a vrcholu Rzač. Pramen se nachází v nadmořské výšce přibližně tisíc metrů. Od svého vzniku teče na jihovýchod k vesnici Debeli Lug a potom dále na jih horským údolím. Velmi rychle jako horská bystřina klesá. U obce Duđevina se u řeky nachází pravoslavný klášter (monastýr); tam se tok řeky nachází 270 m n. m. Dále na jih u osady Međuriječje se do ní vlévá řeka Tara. Odtud dále pokračuje v hlubokém kaňonu až po vesnici Smokovac. V lokalitě Platije se nachází velká skalní stěna a v některých místech činí hloubka kaňonu až 1000 m. Koryto řeky se rozevírá těsně před hlavním městem Podgorica u vesnice Smokovac.
U archeologického naleziště Duklja se do ní vlévá řeka Zeta a dále vniká Morača do hlavního města Podgorici, kde teče neregulovaným korytem se skalami. Díky tomu se zde nenacházejí žádná nábřeží a řeka je spíše začleněna do různých parků (např. Njegošův park). V roce 2020 byla diskutována jejich obnova a rekultivace celého údolí řeky. V metropoli ji překonává řada mostů (např. Vezírův most, Most tisíciletí, Moskevský most, Most Blaža Jovanoviće) a další. 
Za metropolí protéká úrodnou rovinou, v níž přibírá řeku Cijevna. Tok řeky zde je klidnější, řeka často meandruje. U vesnice Vranjina se dělí na dvě ramena, která obtékají vrchol Velji vrh. Obě ramena ústí do Skadarského jezera v nadmořské výšce 6 m n. m.
V žádné části svého toku nebyla řeka nikdy regulována a je jednou z posledních takto velkých divokýh řek v Evropě.

## Vodní režim
Množství vody v Morači se mění v průběhu roku v závislosti na množství srážek v horách, z nichž tečou potoky do Morači. V zimě teče vody více a v létě je mělké koryto z velké části sušší. Nejsušším měsícem je srpen, poté průtok vody rychle narůstá v září v souvislosti s nástupem podzimních dešťů, mírně klesá v zimě a nárůst je opět v dubnu a v květnu, poté nastává opět pád do letních nízkých hodnot.
Měřený průtok vody na hydrologické stanici v Podgorici se pohybuje od rekordně vysoké hodnoty v roce 1979, která činila 580,53 m3/s) do 5,94 m3/s naměřených v roce 2000. Průměrná hodnota se pohybuje okolo 200–150 m3/s. Řeka je hlavním zdrojem vody pro Skadarské jezero.
Průtok vody se měří na stanicích, které jsou umístěné po celém toku Morači, a to (po proudu řeky) v lokalitách: Međurečje, Pernica, Zlatica, Podgorica a Plavnica.
Řeka se vzhledem k svému hlubokému korytu na horním toku velmi zřídkakdy vylévá do okolní krajiny. Povodněmi je ohroženo jen několik málo vesnic (Botun, Lajkovići, Mitrovići, Grbavići a Lekići). Na toku dolním, kde volně meandruje nicméně v případě povodní může zaplavit dopravní infrastrukturu a hustě osídlenou krajinu. k největší zaznamenané povodni došlo v roce 1979, kdy byla hladina řeky v Podgorici 12 m vysoko Na dolním toku řeky se nachází několik valů a dalších protipovodňových staveb a do velké míry tuto roli plní také těleso železniční trati Bělehrad–Bar.

## Přítoky
Jejím největším levým přítokem je Cijevna, vlévá se do ní také Mrtvica, Ribnica a Mala rijeka. Hlavním pravým přítokem Morači je řeka Zeta a pak také zmíněná Tara. Pod Podgoricí ještě přibírá říčku Sitnica. Obecně jsou přítoky Morači krátké řeky s prudkým klesáním. 

## Využití

### Energetika
Již v období existence SFRJ vypracovala společnost Energoprojekt, která předpokládala vznik kaskády několika elektráren.
Na řece měly být zbudovány čtyři vodní elektrárny (Perućica, Glava Zete, Slap Zete, Cijevna). Roku 2009 toto navrhla černohorská vláda, což by ohrozilo původní režim v uvedené řece. V roce 2011 nicméně výběrová řízení ztroskotala. Později projekt oživila, ale jen ve fázi debat a bez výběrových řízení, která vzbudila nevoli veřejnosti i zahraničních neziskových organizací.
V současné době se využívá okolo 17 % energetického potenciálu řeky.

### Průmysl
Ve svém dolním toku od řeky Podgorici je využíváno její koryto pro těžbu štěrkopísku. V blízkosti řeky stojí také tavírna hliníku.

### Ostatní
Řeka je mělká a prudká a její tok není využíván k lodní dopravě.
Řeka je jedním ze symbolů města Podgorica. V oblasti, kde se vody vlévají do Morači žije zhruba polovina černohorského obyvatelstva. V samotné metropoli je velmi oblíbeným místem ke koupání, nicméně i rizikovým vzhledem k rychlosti vody.
Kaňon je, stejně jako místní pravoslavný klášter, vyhledávaný turisty. Proto se zde nachází také velký počet kempů a sjíždění řeky je možné na kajaku.
Rybolov na řece je omezen na sportovní rybaření a individuální rybolov.

## Znečištění
Otázka znečištění vody se objevila v druhé polovině 20. století v souvislosti s růstem měst a rozvojem průmyslu. V roce 1973 došlo únikem chemických látek z továrny v Nikšići do přítoku Morači (Zety) k ohromnému úhynu ryb v obou řekách. Další úniky podle výzkumu závažným způsobem pozměnily strukturu říční fauny.
V údolí Morači se nachází čistička odpadních vod pouze v hlavním městě Podgorici. Kapacitně je navíc dimenzována pro menší počet obyvatel, než ji nyní využívá. V dolní části toku, jižně od města Podgorica, je znečištění řeky způsobené také zemědělstvím a využíváním hnojiv. Kvalita vody je nicméně velmi dobrá, jen mírně klesá jižně od hlavního města.
Podél řeky nicméně čas od času vznikají i nelegální skládky.
V roce 2023 bylo diskutováno ustanovení chráněné oblasti na horním toku řeky, ve snaze zlepšit turistickou atraktivitu Morači a znemožnit dalšímu znečištění.

## Doprava
Údolím řeky jsou vedeny důležité dopravní spoje mezi Bělehradem a Podgoricí. Její význam v tomto směru byl znám již v dobách existence Osmanské říše, neboť Turci zde vybudovali pevnost Depedogen na ochranu obchodních stezek v této oblasti.
Jedná se např. o silnici č. M-2, která spojuje Podgorici s černohorským vnitrozemím a srbským pohraničím. Vysoce frekventovaná silnice u majestátného kaňonu je místem řady nehod, v roce 2013 se zde např. zřítil rumunský autobus do řeky, nehoda si vyžádala několik desítek mrtvých. V horním toku řeky je vedena méně významná regionální silnice ze Šavniku do Kolašinu. Z Podgorici dále k tunelu Sozina je vedena opět v blízkosti řeky.
Vede tudy částečně také železniční trať z Bělehradu do Baru. Trať vede po levé straně říčního údolí a postupně stoupá po jeho svahu až do výšky cca 800 m, kde se u zastávky Kruševački potok odpojuje a vede tunelem k údolí řeky Tary. Trať dále z Podgorici směřuje k jaderskému pobřeží i Skadarskému jezeru opět podél toku řeky Morači.
Historicky první černohorská dálnice je vedena částečně rovněž i v trase řeky, a to po její pravé straně. Ve své nejjižnější části (od vesnice Smokovac až po soutok s řekou Mala Rijeka) sleduje koryto řeky Morači, poté vede blíže řeky Mala Rijeka. Stejně jako železnice i dálnice stoupá postupně po svahu řeky; Moraču překonává nejprve malým silničním mostem u Smokovace a nakonec po vysokém betonovém mostě. Díky výstavbě dálnice klesla dopravní vytíženost původní komunikace v kaňonu řeky.